# Туранков Олексій Євлампович
Олексій Євлампович Туранков (9 січня 1886, Санкт-Петербург, Росія — 27 вересня 1958, Мінськ) — білоруський композитор.

## Життєпис
Народився в селянській родині. У 1911—1914 рр. навчався в Петербурзькій консерваторії. З 1918 року проживав у Гомелі, завідував музичною секцією міського відділу народної освіти. З 1934 р. — у Мінську. Депутат Верховної Ради БРСР, заслужений діяч мистецтв БРСР (1940). Під час Другої світової війни він залишався на окупованій території. У 1941—1944 роках був співробітником Видавництва шкільних підручників та літератури для молоді в Мінську та видавництва К. Єзавітова в Ризі.
Заарештований 22 липня 1944 р. у Мінську. Засуджений позасудовим органом НКВС 23 червня 1945 року як «помічник німецьких окупантів» до 10 років ППК та 5 років позбавлення прав з конфіскацією майна. Його перевели в один із концтаборів ГУЛАГу, де, за словами А. Царанкова, він мало не помер від голоду. Ймовірно, він був звільнений до 1947 р. За іншими даними, він залишався в таборах до 14 серпня 1954 р. Реабілітований судовою колегією у кримінальних справах Верховного Суду БРСР 21 жовтня 1959 р. Похований на Військовому кладовищі в Мінську.

### Творчість
Один із основоположників жанрів масової пісні, хору, романсу в білоруській музиці. Автор опер «Квітка щастя» (лібрето В. Борисевича, П. Бровки та П. Глебки, пост. 1939), «Ясний світанок», балету «Лісова казка». Він написав музику до багатьох драматичних вистав («Пінська знать» та ін.) та фільмів. Автор обробок білоруських народних пісень.
Особливе значення в його творчості має опера «Квітка щастя», яка характеризується поетичністю, ліризмом, зв'язком з національним музичним фольклором, точністю музичних характеристик у зображенні образів, дотепним народним гумором.